# Petr Bendl
Petr Bendl (ur. 24 stycznia 1966 w Kladnie) – czeski polityk i samorządowiec, hetman kraju środkowoczeskiego w latach 2000–2008, minister transportu w 2009, minister rolnictwa w latach 2011–2013.

## Życiorys
Z wykształcenia inżynier, w latach 1984–1989 studiował w wyższej szkole technicznej VŠST w Libercu. W 1990 przez pewien czas pracował w straży pożarnej, a następnie został urzędnikiem w administracji lokalnej Kladna. W 1991 wstąpił do Obywatelskiej Partii Demokratycznej (ODS). W 1994 został wybrany w skład rady miejskiej, a następnie w tym samym roku objął stanowisko burmistrza, które zajmował do 2001. W latach 1997–1998 pełnił funkcję wiceprzewodniczącego Związku Miast i Gmin Republiki Czeskiej.
W 1998 z ramienia ODS zasiadł w Izbie Poselskiej, z mandatu zrezygnował w 2001. W 2000 wziął udział w wyborach regionalnych, uzyskując mandat radnego sejmiku kraju środkowoczeskiego, po czym objął stanowisko hetmana tego kraju. W 2007 został przewodniczącym regionalnych struktur ODS, od 2002 do 2010 był natomiast wiceprzewodniczącym partii. W 2008 odszedł ze stanowiska hejtmana po porażce w wyborczej z kandydatem Czeskiej Partii Socjaldemokratycznej.
23 stycznia 2009 Petr Bendl został mianowany ministrem transportu w rządzie premiera Mirka Topolánka. Stanowisko to piastował do końca funkcjonowania gabinetu 8 maja 2009. W wyborach w 2010 ponownie został deputowanym. Od 6 października 2011 do 10 lipca 2013 sprawował urząd ministra rolnictwa w gabinecie Petra Nečasa. W 2013 uzyskał poselską reelekcję. W 2017 nie został wybrany, powrócił jednak do Izby Poselskiej w trakcie kadencji w 2019. W 2021 utrzymał mandat deputowanego na kolejną kadencję.